# Robert Sean Leonard
Robert Lawrence Leonard (n. 28 februarie 1969, Westwood⁠(d), New Jersey, SUA), cunoscut sub numele său de scenă Robert Sean Leonard, este un actor american. El este cel mai bine cunoscut pentru rolul lui Dr. James Wilson în serialul de televiziune House (2004–2012) și Neil Perry în filmul Cercul poeților dispăruți.
Leonard a câștigat un premiu Tony pentru cel mai bun actor în rol secundar într-o piesă pentru interpretarea sa din The Invention of Love în 2001. Celelalte credite teatrale ale sale includ Candida, Long Day's Journey Into Night, Breaking the Code, The Speed of Darkness, Philadelphia, Here I Come!, Arcadia, The Music Man, Born Yesterday, Fifth of July și Să ucizi o pasăre cântătoare.
Din 2013 până în 2014, Leonard a avut un rol recurent ca Dr. Roger Kadar în serialul de televiziune Asediu din ceruri. De asemenea, a jucat rolul principal în Swing Kids în rolul lui Peter Müller.